# ウィンザーノット

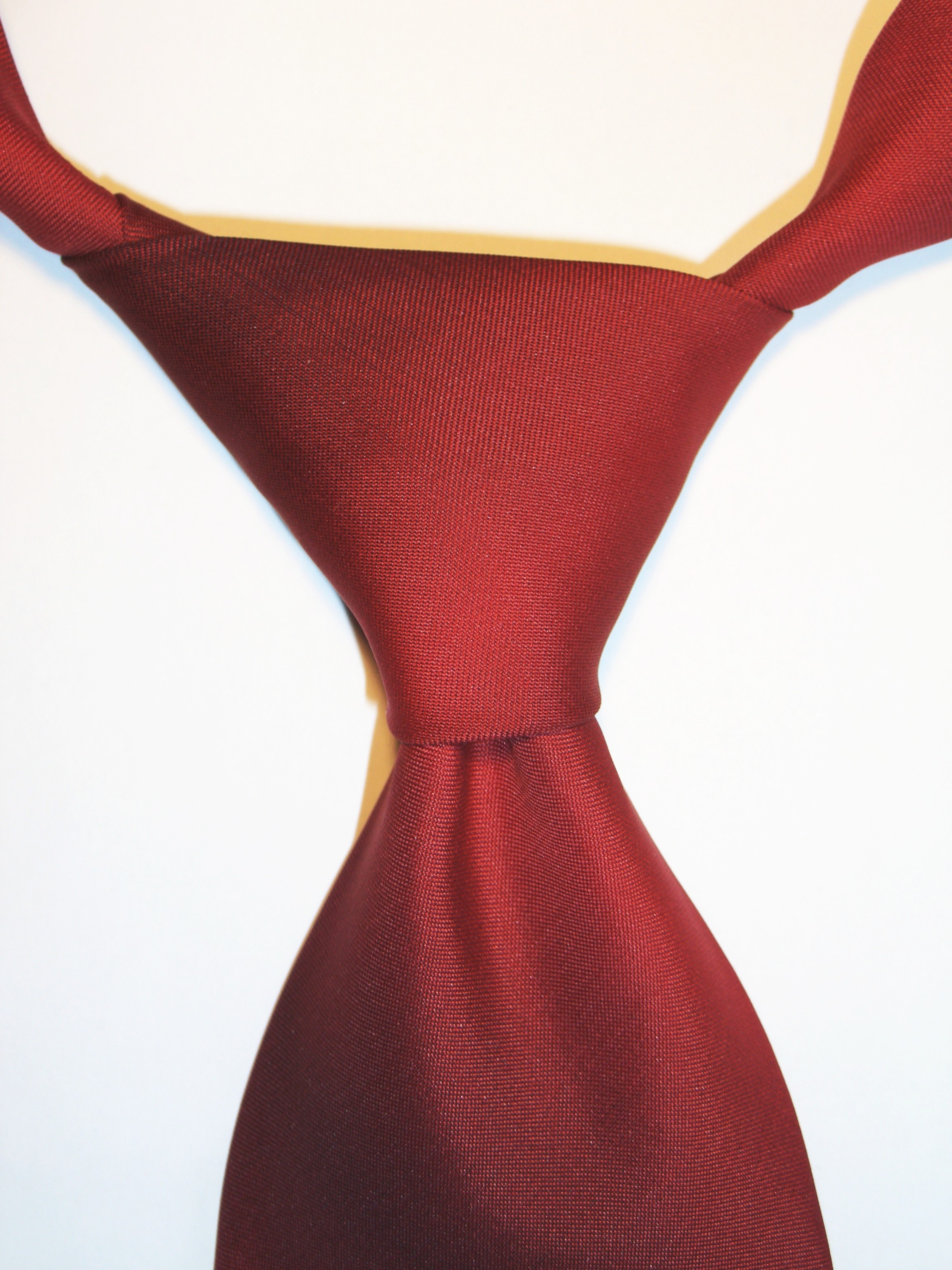
ウィンザーノット

ウィンザーノット（英: Windsor knot）は、ネクタイの結び方のひとつである。ほかの結び方に比べ、結び目が大きく三角形になるのが特徴。
名前の由来は、ウィンザー公（イギリス王エドワード8世）が用いたからと考えられることが多いが、公本人が回想録『家族のアルバム』にて、この俗説を否定している為、詳細は不明である。